# سفينة إيزابيلا
سفينة إيزابيلا (بالإنجليزية: Isabella)‏ سفينة تجارية بنيت في نهر التيمس في إنجلترا، ودشنت عام 1818.
قامت بست رحلات بحرية لنقل المجرمين المدانين من إنجلترا وأيرلندا إلى أستراليا. وقامت برحلة دائرية إلى الصين لصالح شركة الهند الشرقية.
ومنذ تدشينها حتى عام 1834 كانت سفينة مرخصة، بمعنى أنها تاجرت مع الهند والشرق الأقصى تحت رخصة شركة الهند الشرقية. ومنذ عام 1848 خدمت في التجارة مع أمريكا الشمالية.
أنهت خدماتها عام 1850.